# Emiliano Zapata (Morelos)
Emiliano Zapata è un comune del Messico, situato nello stato di Morelos.
La città deve il suo nome al famoso capo rivoluzionario Emiliano Zapata Salazar.